# Desaparecimentos forçados na Venezuela
Desaparecimentos forçados na Venezuela têm sido caracterizados por sua curta duração, ocorrendo principalmente durante a administração de Nicolás Maduro. Em 2018, houve pelo menos 200 casos de desaparecimentos forçados, e em 2019, pelo menos 524 casos, com uma duração média de cinco dias. De acordo com Foro Penal e Robert F. Kennedy Human Rights, a curta duração dos desaparecimentos teria o objetivo de evitar o escrutínio que poderia acompanhar detenções de larga escala e prolongadas. Um relatório de 2019 do Alto Comissariado das Nações Unidas para os Direitos Humanos concluiu que os desaparecimentos forçados têm sido utilizados na Venezuela como um método pelo governo para censurar opositores e incutir medo. A Constituição venezuelana proíbe o desaparecimento forçado, mesmo em estados de emergência.
Em alguns casos, pessoas desaparecidas morreram sob custódia logo após suas detenções. Por exemplo, em 2018, nenhuma informação foi fornecida sobre o local de confinamento ou os motivos da prisão do vereador oposicionista Fernando Albán até após sua morte sob custódia, ocorrida três dias após sua prisão, e em 2019 o capitão de corveta Rafael Acosta Arévalo morreu em um hospital militar, com sinais visíveis de tortura, após ter desaparecido.
Embora na maioria dos casos os desaparecimentos tenham sido de curta duração, há casos na Venezuela que perduram por anos. O paradeiro do mergulhador Hugo Marino e do ativista  es, que estão desaparecidos há mais de quatro e oito anos, respectivamente, é atualmente desconhecido. Embora se suspeite de sua detenção pelas forças de segurança, até 2023 nem a detenção nem o local de confinamento de nenhum deles haviam sido confirmados.

## Definição
De acordo com o direito internacional, um desaparecimento forçado é definido como uma detenção de dois dias ou mais que, diferentemente de uma detenção comum, inclui a negação pelo Estado de qualquer informação sobre o paradeiro de uma pessoa.
O Artigo 45 da Constituição Venezuelana proíbe que a autoridade pública, seja civil ou militar, mesmo em estado de emergência, exceção ou restrição de garantias, pratique, permita ou tolere o desaparecimento forçado de pessoas.

## História

### 1989
A Corte Interamericana de Direitos Humanos solicitou ao Estado venezuelano que conduzisse uma investigação para localizar Abelardo Antonio Pérez, Andrés Eloy Suárez Sánchez, José Miguel Liscano Betancourt, Juan Acasio Mena Bello e Jesús Rafael Villalobos, considerados pessoas desaparecidas durante o Caracazo.Predefinição:Primary source inline

### 2004
Durante os protestos venezuelanos de 2004, foi denunciado o desaparecimento forçado de pelo menos sete manifestantes.

### 2015
O líder social Alcedo Mora desapareceu em 27 de fevereiro de 2015 após denunciar o contrabando de combustível para a Colômbia por membros do governo do estado de Mérida e funcionários da Petróleos de Venezuela. No início de março, os irmãos Eliécer e Jesús Vergel, próximos a Mora, também desapareceram, supostamente detidos pelo Serviço Bolivariano de Inteligência (SEBIN).

### 2017
O jornalista Jesús Medina Ezaine foi detido em outubro de 2017 juntamente com os jornalistas Roberto di Matteo (da Itália) e Filippo Rossi (da Suíça), enquanto reportava no Centro Penitenciário de Aragua, também conhecido como Tocorón. Ele foi considerado desaparecido enquanto estava sob custódia. Mais tarde, em novembro, Jesus foi encontrado em uma rodovia de Caracas, declarando que havia sido torturado e ameaçado de morte por seus captores.

### 2018
A esposa do oficial militar Igbert Marín Chaparro denunciou que ele foi mantido em regime de isolamento durante os primeiros dias de sua detenção, após ter sido preso em 2 de março de 2018, juntamente com outros oito oficiais, e ter sido vítima de tortura por parte de militares.
O vereador oposicionista Fernando Albán foi preso em 5 de outubro de 2018, no Aeroporto Internacional Simón Bolívar, ao retornar ao país após fazer parte de uma delegação de oposição que participou das Nações Unidas. Não foram fornecidas razões para sua prisão, nem detalhes sobre o local onde estava sendo mantido, até após sua morte, três dias depois, em 8 de outubro.

### 2019
O jornalista Luis Carlos Díaz ficou desaparecido por nove horas após ser detido em 11 de março de 2019, depois que o contato com ele foi perdido enquanto trabalhava na estação de rádio Unión, em Caracas. Agentes do Serviço Bolivariano de Inteligência invadiram e saquearam sua residência em Caracas. Luis Carlos foi liberado no dia seguinte, com a ordem de comparecer ao tribunal a cada oito dias, e foi proibido de deixar o país e de fazer declarações à mídia sobre seu caso.
O deputado do Vontade Popular Gilber Caro também ficou desaparecido por semanas em várias ocasiões. Caro foi preso em 11 de janeiro de 2017 e, pela segunda vez, em 26 de abril de 2019. Durante sua detenção, seu paradeiro era desconhecido, fato que foi solicitado pelo Alto Comissariado das Nações Unidas para os Direitos Humanos em 3 de maio. Caro foi liberado após dois meses de desaparecimento. O deputado foi detido pela terceira vez em 20 de dezembro de 2019, juntamente com seu assistente, o jornalista Víctor Ugas. Em 26 de dezembro, o local de confinamento de ambos era desconhecido, e no mesmo dia a Assembleia Nacional Venezolana exigiu que fosse divulgado.
Em 20 de abril de 2019, ocorreu o desaparecimento forçado do mergulhador Hugo Marino, supostamente realizado pela Diretoria Geral de Contrainteligência Militar. Após quatro anos desse desaparecimento, o Alto Comissariado das Nações Unidas para os Direitos Humanos (OHCHR) exigiu que as investigações avançassem. De acordo com o relatório do OHCHR, o desaparecimento forçado tem sido utilizado na Venezuela como um método pelo governo para censurar opositores e incutir medo.
Em 22 de junho de 2019, a esposa do capitão de corveta Rafael Acosta Arévalo denunciou seu desaparecimento e afirmou que havia falado com ele pela última vez às 14:00 do dia anterior, enquanto ele participava de uma "reunião pessoal" em Guatire, no estado de Miranda. Naquele dia, oficiais da Diretoria Geral de Contrainteligência Militar e do Serviço Bolivariano de Inteligência prenderam sete pessoas, incluindo militares e policiais em atividade e aposentados. Acosta Arévalo morreu três dias depois, em 29 de junho, após comparecer à sua acusação em uma cadeira de rodas e com evidentes sinais de tortura, incluindo várias contusões nos braços, sensibilidade reduzida nas mãos, inchaço extremo nos pés, vestígios de sangue sob as unhas e ferimentos no tronco. Acosta Arévalo também não conseguia mover as mãos ou os pés, levantar-se ou falar, exceto para aceitar a nomeação de seu advogado de defesa e pedir ajuda ao seu advogado. O juiz determinou que Acosta Arévalo fosse transferido para o Hospital Militar do Exército Dr. Vicente Salias Sanoja, localizado no Forte Tiuna em Caracas.
Um relatório produzido pelas organizações não-governamentais Foro Penal e Robert F. Kennedy Human Rights documentou 200 casos de desaparecimentos forçados na Venezuela em 2018 e 524 casos em 2019, um número maior atribuído ao aumento dos protestos no país. A análise concluiu que o desaparecimento médio durava cinco dias, sugerindo que o governo desejava evitar o escrutínio que poderia advir de detenções de larga escala e prolongadas.

### 2020
A Assembleia Nacional da Venezuela informou em 21 de janeiro de 2020 que familiares, amigos e colegas do deputado Ismael León perderam o contato com ele logo após deixar a sede do partido Ação Democrática a caminho da sessão legislativa. Após dois dias de detenção, sem que se soubesse seu paradeiro, León foi liberado com medidas cautelares.
O jornalista Roland Carreño foi preso em 27 de outubro após ser interceptado por veículos pretos não identificados. Seu paradeiro permaneceu desconhecido por mais de 24 horas. Diversas organizações de direitos humanos classificaram sua detenção como um desaparecimento forçado, incluindo Foro Penal, e a administração de Juan Guaidó responsabilizou Nicolás Maduro por qualquer agressão contra Carreño e seus acompanhantes. A administração de Maduro confirmou a prisão de Carreño no dia seguinte.

### 2023
Em 7 de dezembro de 2023, a organização não-governamental Súmate denunciou que o local de detenção de seu presidente, Roberto Abdul, era desconhecido após ter sido preso no dia anterior, em violação da Constituição venezuelana. A ONG Foro Penal descreveu a detenção de Roberto como um desaparecimento forçado.

### 2024
Ver também
Em 9 de fevereiro de 2024, Rocío San Miguel foi detida por agentes de segurança venezuelanos, no Aeroporto Internacional Simón Bolívar em Maiquetía, juntamente com sua filha. No mesmo dia, seu pai, seus dois irmãos e outro parente também foram presos. Após ficar detida em regime de isolamento por dez dias e sem que seu paradeiro fosse conhecido, sua filha conseguiu visitá-la no El Helicoide. Organizações de direitos humanos, como Amnesty International, PROVEA e a Frente Ampla das Mulheres, rejeitaram a detenção, descrevendo-a como um desaparecimento forçado e exigindo sua libertação imediata.

## Leituras adicionais
- Turkewitz, Julie; Kurmanaev, Anatoly (19 de junho de 2020). «Un golpe en la puerta y desaparecen: las detenciones secretas de Venezuela silencian a los críticos». The New York Times. The New York Times. Consultado em 30 de dezembro de 2023